# Glassammlung Strasser

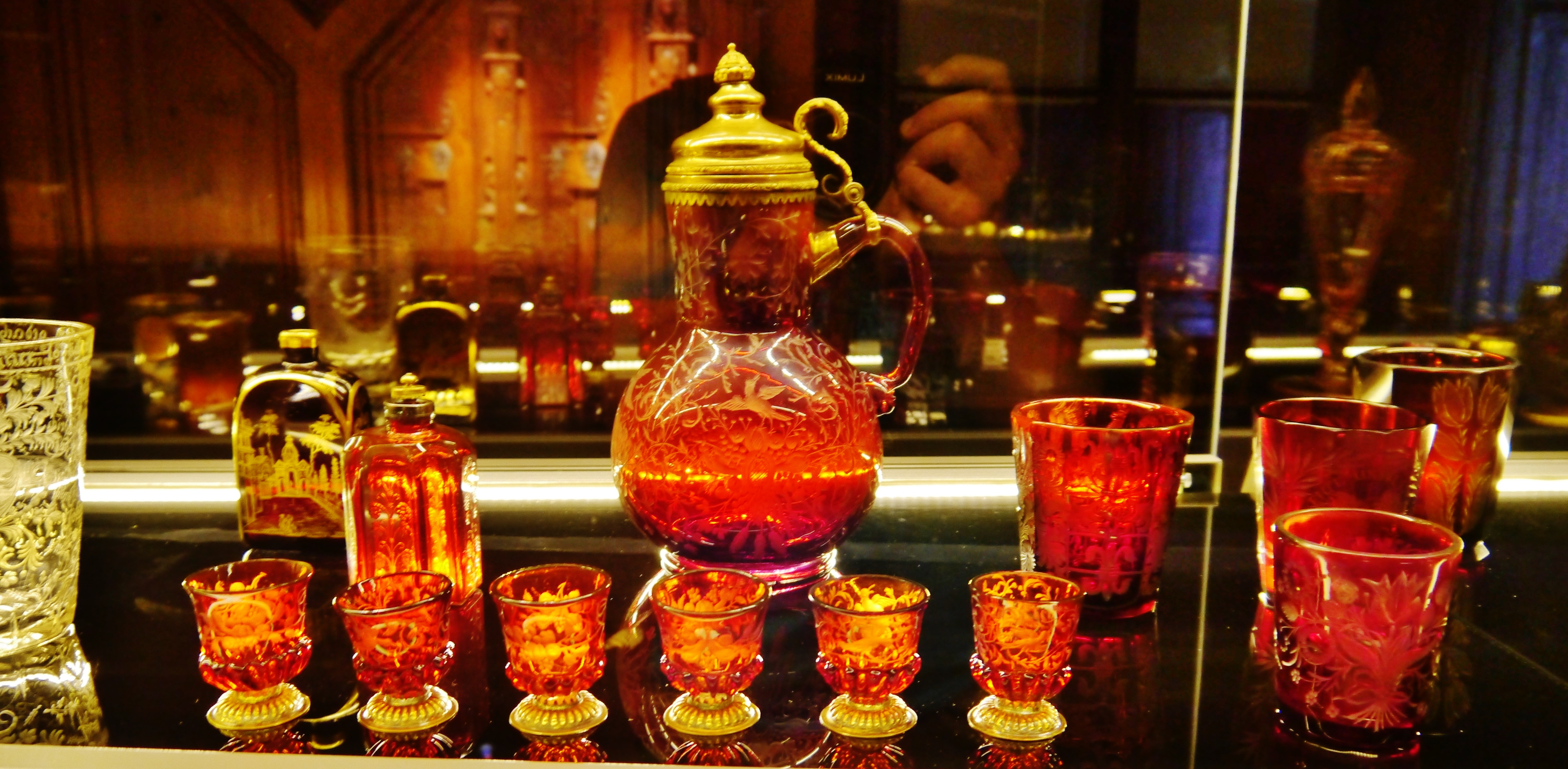
Glassammlung Strasser

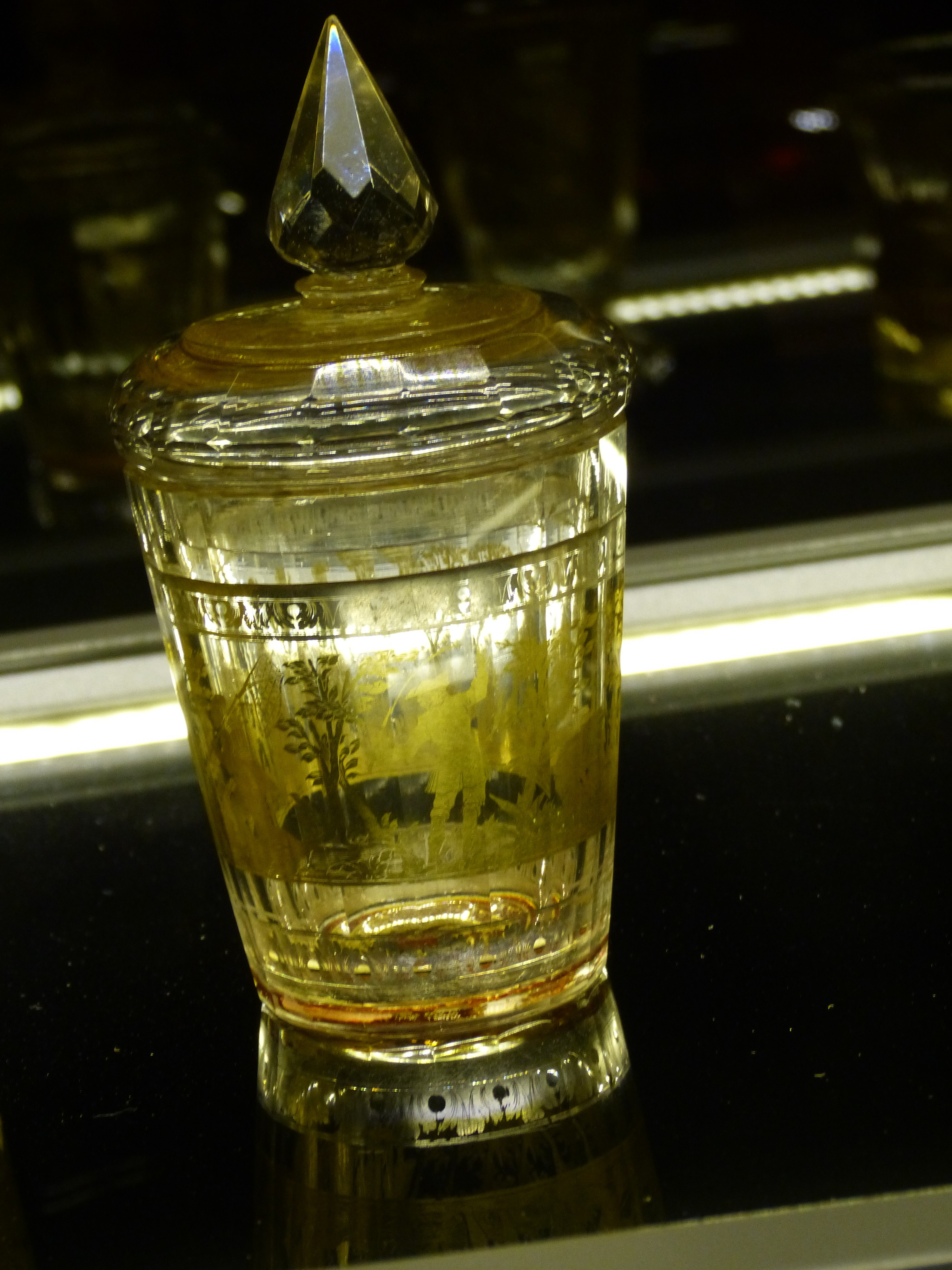
Deckelbecher

Die Glassammlung Strasser ist eine Dauerausstellung, die im kunsthistorischen Museum Schloss Ambras Innsbruck untergebracht ist. Die Sammlung beinhaltet insgesamt über 300 Gläser, die erstmals 2002 im Kunsthistorischen Museum Wien unter dem Titel „Licht und Farbe“ in einer Ausstellung öffentlich zu sehen waren. Heute wird sie auf Schloss Ambras gezeigt, wobei rund 60 Gläser in die Kunstkammer Wien des Kunsthistorischen Museums integriert wurden. Die Glassammlung Strasser ist eine der weltweit bedeutendsten Glassammlungen für Glas aus der Zeit der Renaissance und des Barock.

## Die Sammlung
Die Glassammlung Strasser ist seit 2013 in vier Räumen des Hochschlosses von Schloss Ambras untergebracht. Es handelt sich dabei um eine Sammlung von Glas aus der Renaissance, dem Barock und dem Klassizismus, die in Umfang und Qualität zu den bedeuteten ihrer Art zählt. Sie umfasst kostbare Pokale, Kelche, Stangengläser und Humpen aber auch Scherzgefäße aus den wichtigsten europäischen Glaserzeugungsgebieten wie Venedig, Hall in Tirol, Innsbruck, Deutschland, Böhmen, Schlesien und den Niederlanden.
Sie zeigt aufwendig dekorierte Gläser mit Diamantriss und -punktierung, Kupferradgravur, Hoch- und Tiefschnitt, Schwarzlotmalerei, Zwischengoldgläser und Gläser aus Goldrubinglas. Sie erzählen die Geschichte und die Technik der Glaskunst vom Beginn des 16. Jahrhunderts bis ins ausgehende 18. Jahrhundert.

## Rudolf Strasser
Der Sammler Rudolf Strasser (1919–2014) trug in mehr als 50-jähriger Sammeltätigkeit Glas aus der Renaissance bis zum Biedermeier zusammen. Am Ende seines Lebens wollte er seine Gläser in bedeutenden Häuser ausgestellt wissen. So übereignete er 2004 seine Schätze aus der Renaissance bis zum Klassizismus dem Kunsthistorischen Museum Wien. Sein Biedermeierglas wurde von den Fürstlichen Sammlungen Liechtenstein erworben.
Schloss Ambras in Innsbruck sah Rudolf Strasser als den idealen Ort für die Präsentation seiner Sammlung an, war doch Erzherzog Ferdinand II. (1529–1595), der Begründer der Ambraser Sammlungen, ebenfalls ein echter Glasliebhaber. Dieser gründete als erster Fürst in der Renaissance eine eigene Hofglashütte in Innsbruck, in der Glasmacher aus Murano nach seinen Vorstellungen und Wünschen Prunkgläser und Glasobjekte herstellten, die teils heute noch in der Ambras Kunst- und Wunderkammer sowie in der Kunstkammer Wien erhalten sind.

## Sonstiges
In besonderen Ehrung Rudolf Strassers werden in der Glassammlung Strasser die Ambraser Glasgespräche abgehalten, bei der namhafte Experten aus den unterschiedlichen Fachbereichen ganz persönliche Einblicke in die Welt der Glaskunst geben. Diese Gesprächsreihe wurde 2015 begonnen, um die Vision Rudolf Strassers zu verwirklichen, Ambras sowohl durch die Glassammlung Strasser als auch durch Veranstaltungen zum Thema als ein internationales Glaszentrum zu etablieren.